# Felipe Gálvez Haberle
Felipe Gálvez Haberle (Santiago del Cile, 1983) è un montatore, regista e sceneggiatore cileno.

## Biografia
Nato e cresciuto in Cile, ha studiato all'Universidad del Cine di Buenos Aires. Ha esordito come sceneggiatore, montatore e regista del cortometraggio Silencio en la sala, per cui ha vinto il primo premio al Buenos Aires Festival Internacional de Cine Independiente nel 2009.
Nel 2018 il suo cortometraggio Rapaz è stato presentato durante la settimana della critica durante la 71ª edizione del Festival di Cannes. Nel 2023 ha esordito alla regia di un lungometraggio con Los colonos, premiato con il Premio FIPRESCI e candidato al Premio Un Certain Regard e alla Caméra d'or. Inoltre la pellicola è stata selezionata per rappresentare il Cile ai Premi Oscar 2024 nella sezione del miglior film internazionale.

## Filmografia parziale

### Regista
- Silencio en la sala (2009) – cortometraggio
- Rapaz (2018) – cortometraggio
- Los colonos (2023)

### Sceneggiatore
- Silencio en la sala (2009) – cortometraggio
- Rapaz (2018) – cortometraggio
- Los colonos, regia di Felipe Gálvez Haberle (2023)

### Montatore
- Nunca vas a estar solo, regia di Álex Anwandter (2016)
- Marilyn, regia di Martín Rodríguez Redondo (2018)